# Ptychomitriopsis africana
Ptychomitriopsis africana là một loài rêu trong họ Ptychomitriaceae. Loài này được Dixon mô tả khoa học đầu tiên năm 1931.